# Thanks for saving my life
Thanks for saving my life is een single van Billy Paul. Het is afkomstig van zijn album War of the Gods. Het nummer is geschreven in de Philadelphia soulstijl door Gamble & Huff. Het werd veel minder bekend dan zijn kaskraker Me and Mrs. Jones, dat een nummer 1-positie in de Verenigde Staten haalde. Paul werd gered door de liefde.

## Hitnotering
Het plaatje haalde de 37e plaats in de Billboard Hot 100, in de plaatselijke lijst voor soulsingles haalde het een negende plaats.

### Nederlandse Top 40
| Hitnotering: week 3 t/m 8 in 1974 | Hitnotering: week 3 t/m 8 in 1974 | Hitnotering: week 3 t/m 8 in 1974 | Hitnotering: week 3 t/m 8 in 1974 | Hitnotering: week 3 t/m 8 in 1974 | Hitnotering: week 3 t/m 8 in 1974 | Hitnotering: week 3 t/m 8 in 1974 |
| Week:                             | 1                                 | 2                                 | 3                                 | 4                                 | 5                                 |                                   |
| --------------------------------- | --------------------------------- | --------------------------------- | --------------------------------- | --------------------------------- | --------------------------------- | --------------------------------- |
| Positie:                          | 34                                | 27                                | 23                                | 27                                | 39                                | uit                               |

### NederlandseDaverende 30
| Hitnotering: 19-1-1974 t/m 8-2-1974 | Hitnotering: 19-1-1974 t/m 8-2-1974 | Hitnotering: 19-1-1974 t/m 8-2-1974 | Hitnotering: 19-1-1974 t/m 8-2-1974 | Hitnotering: 19-1-1974 t/m 8-2-1974 |
| Week:                               | 1                                   | 2                                   | 3                                   |                                     |
| ----------------------------------- | ----------------------------------- | ----------------------------------- | ----------------------------------- | ----------------------------------- |
| Positie:                            | 25                                  | 21                                  | 24                                  | uit                                 |

### BelgischeBRT Top 30
| Hitnotering: 2-2-1974 t/m | Hitnotering: 2-2-1974 t/m | Hitnotering: 2-2-1974 t/m | Hitnotering: 2-2-1974 t/m | Hitnotering: 2-2-1974 t/m | Hitnotering: 2-2-1974 t/m |    |     |
| Week:                     | 1                         | 2                         |                           |                           | 3                         | 4  |     |
| ------------------------- | ------------------------- | ------------------------- | ------------------------- | ------------------------- | ------------------------- | -- | --- |
| Positie:                  | 19                        | 23                        | x                         | x                         | 18                        | 20 | uit |

### Britse Single Top 50
| Hitnotering: 12-1-1974 t/m 22-2-1974 | Hitnotering: 12-1-1974 t/m 22-2-1974 | Hitnotering: 12-1-1974 t/m 22-2-1974 | Hitnotering: 12-1-1974 t/m 22-2-1974 | Hitnotering: 12-1-1974 t/m 22-2-1974 | Hitnotering: 12-1-1974 t/m 22-2-1974 | Hitnotering: 12-1-1974 t/m 22-2-1974 | Hitnotering: 12-1-1974 t/m 22-2-1974 |
| Week:                                | 1                                    | 2                                    | 3                                    | 4                                    | 5                                    | 6                                    |                                      |
| ------------------------------------ | ------------------------------------ | ------------------------------------ | ------------------------------------ | ------------------------------------ | ------------------------------------ | ------------------------------------ | ------------------------------------ |
| Positie:                             | 44                                   | 36                                   | 33                                   | 36                                   | 37                                   | 43                                   | uit                                  |